# نیک وکسلر (تهیه‌کننده)
نیک وکسلر (انگلیسی: Nick Wechsler؛ زادهٔ ۱۹ اکتبر ۱۹۴۹) یک تهیه‌کنندهٔ اهل ایالات متحده آمریکا است.
قبل از آغاز تهیهٔ فیلم، نیک وکسلر نخست به عنوان یک وکیل و سپس تهیه‌کنندهٔ موسیقی، از جمله با استیو ارل، جان لایدن و مایکل پن، مشغول به فعالیت بود.
کارنامه وی در حیطه تهیه‌کنندگی مجموعه‌ای از فیلم‌های مستقل واستودیی را دربرمی‌گیرد، ازجمله این آثار سینمائی، سکس، دروغ و نوار ویدئویی که برنده نخل طلایی ۱۹۸۹ میلادی، بازیگر برندهٔ جایزه گلدن گلوب ۱۹۹۱ میلادی و سرزمین شمالی نامزد اسکار ۲۰۰۶ میلادی می‌باشد.
در سال ۲۰۰۵ میلادی وکسلر، محصولات نیک وکسلر، یک شرکت تولید فیلم مستقل را تأسیس کرد.
وی تهیه‌کنندگیِ فیلم استیون سودربرگ، با نام مجیک مایک (۲۰۱۲)، با بازی چنینگ تیتوم و میزبان، با بازی سیرشا رونان، همچنین مشاور (۲۰۱۳) به کارگردانی ریدلی اسکات را برعهده داشت.
وی با مدل/هنرپیشه استفانی رومانوف در ۲۶ دسامبر سال ۲۰۰۱ در کامبوج ازدواج کرد.

## فیلم‌شناسی
| سال  | فیلم                             | نحوهٔ همکاری       |
| ---- | -------------------------------- | ----------------- |
| ۱۹۸۷ | ساخته شده در ایالات متحده آمریکا | نویسنده           |
| ۱۹۸۹ | سکس، دروغ و نوار ویدئویی         | مدیر اجرایی تولید |
| ۱۹۸۹ | ولگرد دراگ‌استورها                | تهیه‌کننده         |
| ۱۹۹۱ | جذبه                             | تهیه‌کننده         |
| ۱۹۹۲ | پدران و پسران                    | مدیر اجرایی تولید |
| ۱۹۹۲ | بازیگر                           | تهیه‌کننده         |
| ۱۹۹۴ | عصر جدید                         | تهیه‌کننده         |
| ۱۹۹۴ | اودسای کوچک                      | مدیر اجرایی تولید |
| ۱۹۹۷ | عشق جونز                         | تهیه‌کننده         |
| ۱۹۹۷ | جویبار ایو                       | تهیه‌کننده         |
| ۱۹۹۸ | عروسی لهستانی                    | تهیه‌کننده         |
| ۲۰۰۰ | محوطه                            | تهیه‌کننده         |
| ۲۰۰۰ | ۱۵ دقیقه                         | تهیه‌کننده         |
| ۲۰۰۰ | قلم‌پرها                          | تهیه‌کننده         |
| ۲۰۰۰ | مرثیه‌ای بر یک رؤیا               | مدیر اجرایی تولید |
| ۲۰۰۰ | ضد انحصار                        | تهیه‌کننده         |
| ۲۰۰۲ | ساعت بیست و پنجم                 | مدیر اجرایی تولید |
| ۲۰۰۴ | برش نهایی                        | تهیه‌کننده         |
| ۲۰۰۵ | مردم خشمگین                      | تهیه‌کننده         |
| ۲۰۰۵ | سرزمین شمالی                     | تهیه‌کننده         |
| ۲۰۰۶ | چشمه                             | مدیر اجرایی تولید |
| ۲۰۰۷ | شب مال ماست                      | تهیه‌کننده         |
| ۲۰۰۷ | جادهٔ رزرویشن                     | تهیه‌کننده         |
| ۲۰۰۹ | جاده                             | تهیه‌کننده         |
| ۲۰۱۰ | شب گذشته                         | تهیه‌کننده         |
| ۲۰۱۲ | مجیک مایک                        | تهیه‌کننده         |
| ۲۰۱۳ | میزبان                           | تهیه‌کننده         |
| ۲۰۱۳ | زیر پوست                         | تهیه‌کننده         |
| ۲۰۱۳ | مشاور                            | تهیه‌کننده         |
| ۲۰۱۴ | سرنا                             | تهیه‌کننده         |
| ۲۰۱۵ | مایک جادویی ایکس‌ایکس‌ال           | تهیه‌کننده         |